# هيلدر
هيلدر هو لاعب كرة قدم برازيلي في مركز الدفاع، ولد في 6 مارس 1986 في Divino de São Lourenço ‏ في البرازيل. لعب مع نادي فلامنغو.